# Округ Вељки Кртиш
Округ Вељки Кртиш (слч. Okres Veľký Krtíš) округ је у Банскобистричком крају, у Словачкој Републици. Административно средиште округа је град Вељки Кртиш.

## Географија
Налази се у југозападном дијелу Банскобистричког краја.
Граничи:
- на сјеверу је Округ Звољен и Округ Дјетва,
- источно Округ Лучењец и Мађарска,
- западно Округ Крупина и Њитрански крај,
- јужно Мађарска.

Клима је умјерено континентална.

## Становништво
| Година:    | 1994.  | 2004.   | 2014.   | 2024.   |
| ---------- | ------ | ------- | ------- | ------- |
| Број људи: | 46 941 | 46 462  | 44 826  | 40 598  |
| Разлика:   |        | -1,02 % | -3,52 % | -9,43 % |

| Година:    | 2023.  | 2024.   |
| ---------- | ------ | ------- |
| Број људи: | 40 900 | 40 598  |
| Разлика:   |        | -0,73 % |

Према подацима о броју становника из 2011. године округ је имао 45.496 становника. Словаци чине 65,49% становништва.
| Етнички састав (2011)‍ | Етнички састав (2011)‍ | Етнички састав (2011)‍ | Етнички састав (2011)‍ | Етнички састав (2011)‍ |
| --------------------- | --------------------- | --------------------- | --------------------- | --------------------- |
|                       |                       |                       |                       |                       |
| Словаци               | Словаци               |                       | 0                     | 65,49%                |
| Мађари                | Мађари                |                       | 0                     | 24%                   |
| Роми                  | Роми                  |                       | 0                     | 1,03%                 |
| остали, непознато     | остали, непознато     |                       | 0                     | 9,48%                 |

## Насеља
У округу се налази два града и 69 насељених мјеста. Градови су Вељки Кртиш и Модри Камењ.